# 노영민
노영민(盧英敏, 1957년 11월 25일 ~ )은 대한민국의 정치인이다. 제17·18·19대 국회의원을 지냈고, 문재인 정부의 주 중국 대사를 거쳐 대통령비서실장을 역임했다.

## 생애
1957년 11월 25일 충청북도 청주시에서 태어났다. 
1977년 연세대학교 재학 중 구국선언서 사건으로 긴급조치 9호 위반으로 구속됐으며 2년 복역하였다. 1978년 동대의원 선출 거부투쟁으로 추가 기소, 옥중투쟁으로 추가 기소되었다. 1979년 8.15 형집행정지로 석방, 사면 복권되었다. 1980년 연세대학교 복학생 협의회 회장을 지내고, 광주민주화운동 관련 수배·제적되었다. 1981년부터 1985년까지 서울, 오산, 청주 등에서 노동운동을 하였다.
2004년부터 2016년까지 제17·18·19대 국회의원을 역임하였다. 2016년 시집 강매 논란으로 당내 윤리심판원에서 당원자격정지 6개월 처분을 받으면서 20대 총선 불출마를 선언했다.
문재인 대통령의 최측근으로 알려져 있다. 문재인 정부에서 2017년 8월 주 중국 대사로 내정되었다. 2017년 9월 대사직 수행을 위해 탈당계를 제출했다. 2019년 1월에 임종석 대통령 비서실장의 후임으로 내정되었다. 문재인 정부는 고위공직자에 대해 다주택을 처분하라고 권고했지만, 청주시와 서울 강남에 아파트를 보유한 것이 논란이 되자 "강남 아파트를 팔겠다"고 했다가 청주 아파트로 정정했다.
2022년 지방선거에서 더불어민주당 충청북도지사 후보로 공천되었으나, 국민의힘 김영환 후보를 상대로 낙선하였다.

## 학력
- 1964년 ~ 1969년 석교국민학교 졸업
- 1970년 ~ 1972년 주성중학교 졸업
- 1973년 ~ 1976년 청주고등학교 졸업
- 1976년 ~ 1990년 연세대학교 상경대학 경영학 학사

## 경력
- 1995년 청주시민회 창립 중앙위원
- 청주환경운동연합 이사
- 8.15 50주년 기념행사 충북 추진위원회 공동대표
- 민주개혁 국민연합 충북연대 공동대표
- 1996년 (사)우리밀살리기운동 충북본부 대표
- 새정치국민회의 지방자치행정연대위원
- 단재문화예술제전 상임 추진위원
- 1997년 아동학대방지센타 자문위원
- 6월 항쟁 10주년 기념사업 충북추진위원회 공동대표
- 천주교 청주교구 정의평화위원회 운영위원
- 무심미술창작지원기금 이사장
- 정권교체 민주개혁 충북위원회 공동대표 역임
- 1998년 정부수립 50주년 기념 민족의 화해 평화 통일을 위한 대축전 충북추진본부 공동대표 역임
- 월간 '충북자치21' 발행인 역임 (99년 10월까지)
- 충북 제2의 건국 추진위원회 상임위원
- 1999년 '99청주국제공예비엔날레 기획위원
- 대한적십자사 전국대의원
- 국민정치연구회(본부) 상임이사
- 국민정치연구회 충북본부 대표
- 현 (사)국가보훈문화예술협회 회장
- 국민생활체육 청주시배드민턴연합회 고문
- 한국해양소년단충북연맹 연맹장
- 2017년 10월 ~ 2019년 1월: 제12대 주 중화인민공화국 대사
- 2019년 1월 ~ 2020년 12월: 제36대 대통령 비서실장
- 2019년 1월 ~ 2020년 12월: 국민경제자문회의 당연직위원

## 의정활동
- 2000년 새천년민주당 중앙당 부대변인
- 2002년 제16대 대통령선거 노무현후보 선대위 충북본부장
- 2000년~2003년 새천년민주당 청주흥덕지구당 위원장, 중앙당 당무위원
- 2003년 열린우리당 행정수도이전대책위원회 위원장, 대통령정책실 '신행정수도건설 추진기획단' 자문위원(전)
- 2004년 5월 ~ 2008년 5월 제17대 국회의원(충북 청주시 흥덕구 을, 열린우리당→대통합민주신당→통합민주당, 초선)
- 2004년 7월 ~ 2006년 5월 국회 건설교통위원회 위원
- 국회 신행정수도후속대책특별위원회 위원
- 2005년 열린우리당 사무부총장, 지방행정체제개편 추진기획단 위원
- 2006년 6월~2008년 5월 국회 산업자원위원회 위원
- 열린우리당 충북도당 위원장, 국회 예산결산특별위원회 위원, 국회 운영위원회 위원
- 2007년 열린우리당 정책위 부의장, 열린우리당 일자리창출 추진기획단장
- 열린우리당 정책위원회 제4정조위원장, 국회 방송통신특별위원회 위원
- 국회첨단전략산업포럼 회장, 대통합민주신당 제4정조위원장, 가축전염병예방법개정특별위원회 위원
- 2008년 5월 ~ 2012년 5월 제18대 국회의원(충북 청주시 흥덕구 을, 통합민주당→민주당→민주통합당, 재선)
- 국회 지식경제위원회 위원, 민주당 대변인, 민주당 정책위원회 부의장, 국회 신성장산업포럼 회장, 국회 지식경제위원회 법안심사소위위원장
- 국회 중소기업경쟁력강화특별위원회 간사, (사)한국이러닝산업협회 고문
- 국회 국제경기유치특별위원회 위원, 민주당 직능위원회 위원장
- 2012년 5월 ~ 2016년 5월 제19대 국회의원(충북 청주시 흥덕구 을, 민주통합당→민주당→새정치민주연합→더불어민주당, 3선)
- 2014년 12월 자원외교국정조사특별위원회 위원장
- 2015년 12월 더불어민주당 충청북도당 위원장
- 2016년 2월 2일 불출마 선언

## 역대 선거 결과
|  | 25.75% |

|  | 52.45% |

|  | 37.46% |

|  | 52.96% |

|  | 41.80% |

## 소속 정당
| 소속 정당 | 소속 정당      | 소속 기간 | 비고      |
| --------- | -------------- | --------- | --------- |
|           | 새천년민주당   | 2000~2003 | 정계 입문 |
|           | 무소속         | 2003      | 탈당      |
|           | 열린우리당     | 2003~2007 | 창당      |
|           | 무소속         | 2007      | 탈당      |
|           | 대통합민주신당 | 2007~2008 | 합당      |
|           | 통합민주당     | 2008      | 합당      |
|           | 민주당         | 2008~2011 | 당명 변경 |
|           | 민주통합당     | 2011~2013 | 합당      |
|           | 민주당         | 2013~2014 | 당명 변경 |
|           | 새정치민주연합 | 2014~2015 | 합당      |
|           | 더불어민주당   | 2015~2017 | 당명 변경 |
|           | 무소속         | 2017~2020 | 탈당      |
|           | 더불어민주당   | 2021~현재 | 복당      |

## 같이 보기
- 청주시 흥덕구 을
- 청주시 흥덕구의 국회의원
- 주중대사
- 대한민국의 대통령비서실장